# Sprzęgło bezpieczeństwa
Sprzęgło bezpieczeństwa – rodzaj sprzęgła wyłączającego się (rozłączającego wały) samoczynnie po przekroczeniu założonego momentu obrotowego. Istnieją dwa rodzaje sprzęgieł bezpieczeństwa: z łącznikiem trwałym lub podlegającym zniszczeniu. 
Przykładem sprzęgła z łącznikiem podlegającym zniszczeniu jest sprzęgło tulejowe kołkowe, w którym odpowiednio dobrany kołek ulegnie ścięciu po przekroczeniu założonego momentu i napęd ulegnie rozłączeniu.
Istnieją także sprzęgła z nastawnym momentem wyłączania, stosowane są np. we wkrętarkach.